# Jaera (Jaera) sorrentina
Jaera (Jaera) sorrentina là một loài chân đều trong họ Janiridae. Loài này được Verhoeff miêu tả khoa học năm 1943.